# 4e cérémonie des Black Film Critics Circle Awards
La 4e cérémonie des Black Film Critics Circle Awards (BFCC Awards), organisée par le Black Film Critics Circle, a eu lieu le 23 décembre 2014, et a récompensé les films réalisés l'année précédente.

## Palmarès
- Meilleur film :
  - Selma
- Meilleur réalisateur :
  - Ava DuVernay pour Selma
- Meilleur acteur :
  - David Oyelowo pour Selma
- Meilleure actrice :
  - Gugu Mbatha-Raw pour Belle
- Meilleur acteur dans un second rôle : 
  - J.K. Simmons pour Whiplash
- Meilleure actrice dans un second rôle : 
  - Carmen Ejogo pour Selma
- Meilleure distribution :
  - Selma
- Meilleur scénario original :
  - Selma
- Meilleur scénario adapté :
  - Gone Girl
- Meilleure photographie :
  - Birdman – Emmanuel Lubezki
- Meilleur film étranger :
  - Ida  Pologne
- Meilleur film d'animation :
  - La Grande Aventure Lego
- Meilleur film documentaire :
  - Keep On Keepin' On